# 이야마선
이야마선(일본어: 飯山線)은 일본 나가노현 나가노시의 도요노역과 니가타현 나가오카시에 있는 에치고카와구치역에 이르는 동일본 여객철도의 철도 노선(지방 교통선)이다.

## 노선 정보
- 관할 : 동일본 여객철도 (제 1 종 철도사업자)
- 노선 거리 (영업 거리) : 96.7km
- 궤간 : 1067mm
- 역 수 : 31역 (기종점역 포함)
  - 이야마 선 소속 역으로 한정된 경우, 기종점역(도요노 역은 신에쓰 본선, 에치고카와구치 역은 조에쓰선 소속)이 제외되어, 29역이 된다.
- 복선화 구간 : 없음 (전 구간 단선)
- 전철화 구간 : 없음 (전 구간 비 전철화)
- 폐색 방식 : 특수 자동 폐색식
- 보안 장치 : ATS-Ps
- 최고 속도 :
  - 도요노 역 - 도가리노자와온센 역 간 : 85km/h
  - 도가리노자와온센 역 - 에치고시카와타리 역 간 : 65km/h
  - 에치고시카와타리 역 - 에치고카와구치 역 간 : 85km/h
- 운전 지령소 : 나가노 종합지령소 (CTC)

## 역 목록
| 노선명            | 역명             | 일어 역명    | 역간 거리 | 영업 거리 | 접속 노선 | 소재지   | 소재지         | 소재지     |
| ----------------- | ---------------- | ------------ | --------- | --------- | --- | -------- | -------------- | ---------- |
| 기 타 시 나 노 선 | 나가노           | 長野         | -         | 10.8      | 동일본 여객철도 호쿠리쿠 신칸센 · 신에쓰 본선 (시노노이 선 직통 · 시나노 철도선·기타시나노 선 직통) 나가노 전철 나가노 선 | 나가노현 | 나가노시       | 나가노시   |
| 기 타 시 나 노 선 | 기타나가노       | 北長野       | 3.9       | 6.9       | | 나가노현 | 나가노시       | 나가노시   |
| 기 타 시 나 노 선 | 산사이           | 三才         | 2.9       | 4.0       | | 나가노현 | 나가노시       | 나가노시   |
| 이 야 마 선       | 도요노           | 豊野         | 4.0       | 0.0       | 시나노 철도 기타시나노 선(묘코코겐 방향)                                                                                  | 나가노현 | 나가노시       | 나가노시   |
| 이 야 마 선       | 시나노아사노     | 信濃浅野     | 2.2       | 2.2       | | 나가노현 | 나가노시       | 나가노시   |
| 이 야 마 선       | 다테가하나       | 立ヶ花       | 1.7       | 3.9       | | 나가노현 | 나가노시       | 나가노시   |
| 이 야 마 선       | 가미이마이       | 上今井       | 3.0       | 6.9       | | 나가노현 | 나카노시       | 나카노시   |
| 이 야 마 선       | 가에사           | 替佐         | 1.9       | 8.8       | | 나가노현 | 나카노시       | 나카노시   |
| 이 야 마 선       | 하치스           | 蓮           | 5.8       | 14.6      | | 나가노현 | 이야마시       | 이야마시   |
| 이 야 마 선       | 이야마           | 飯山         | 4.6       | 19.2      | 동일본 여객철도 호쿠리쿠 신칸센                                                                                           | 나가노현 | 이야마시       | 이야마시   |
| 이 야 마 선       | 기타이야마       | 北飯山       | 1.3       | 20.5      | | 나가노현 | 이야마시       | 이야마시   |
| 이 야 마 선       | 시나노타이라     | 信濃平       | 3.3       | 23.8      | | 나가노현 | 이야마시       | 이야마시   |
| 이 야 마 선       | 도가리노자와온센 | 戸狩野沢温泉 | 3.7       | 27.5      | | 나가노현 | 이야마시       | 이야마시   |
| 이 야 마 선       | 가미사카이       | 上境         | 3.6       | 31.1      | | 나가노현 | 이야마시       | 이야마시   |
| 이 야 마 선       | 가미쿠와나가와   | 上桑名川     | 4.3       | 35.4      | | 나가노현 | 이야마시       | 이야마시   |
| 이 야 마 선       | 구와나가와       | 桑名川       | 2.2       | 37.6      | | 나가노현 | 이야마시       | 이야마시   |
| 이 야 마 선       | 니시오타키       | 西大滝       | 2.1       | 39.7      | | 나가노현 | 이야마시       | 이야마시   |
| 이 야 마 선       | 시나노시라토리   | 信濃白鳥     | 2.1       | 41.8      | | 나가노현 | 시모미노치군   | 사카에촌   |
| 이 야 마 선       | 히라타키         | 平滝         | 2.9       | 44.7      | | 나가노현 | 시모미노치군   | 사카에촌   |
| 이 야 마 선       | 요코쿠라         | 横倉         | 1.9       | 46.6      | | 나가노현 | 시모미노치군   | 사카에촌   |
| 이 야 마 선       | 모리미야노하라   | 森宮野原     | 3.1       | 49.7      | | 나가노현 | 시모미노치군   | 사카에촌   |
| 이 야 마 선       | 아시다키         | 足滝         | 2.8       | 52.5      | | 니가타현 | 나카우오누마군 | 쓰난정     |
| 이 야 마 선       | 에치고타나카     | 越後田中     | 2.4       | 54.9      | | 니가타현 | 나카우오누마군 | 쓰난정     |
| 이 야 마 선       | 쓰난             | 津南         | 3.0       | 57.9      | | 니가타현 | 나카우오누마군 | 쓰난정     |
| 이 야 마 선       | 에치고시카와타리 | 越後鹿渡     | 4.2       | 62.1      | | 니가타현 | 나카우오누마군 | 쓰난정     |
| 이 야 마 선       | 에치고타자와     | 越後田沢     | 2.4       | 64.5      | | 니가타현 | 도카마치시     | 도카마치시 |
| 이 야 마 선       | 에치고미즈사와   | 越後水沢     | 3.0       | 67.5      | | 니가타현 | 도카마치시     | 도카마치시 |
| 이 야 마 선       | 도이치           | 土市         | 2.9       | 70.4      | | 니가타현 | 도카마치시     | 도카마치시 |
| 이 야 마 선       | 도카마치         | 十日町       | 4.9       | 75.3      | 호쿠에쓰 급행 호쿠호쿠 선                                                                                                 | 니가타현 | 도카마치시     | 도카마치시 |
| 이 야 마 선       | 우오누마나카조   | 魚沼中条     | 3.1       | 78.4      | | 니가타현 | 도카마치시     | 도카마치시 |
| 이 야 마 선       | 게조             | 下条         | 4.4       | 82.8      | | 니가타현 | 도카마치시     | 도카마치시 |
| 이 야 마 선       | 에치고이와사와   | 越後岩沢     | 5.3       | 88.1      | | 니가타현 | 오지야시       | 오지야시   |
| 이 야 마 선       | 우치가마키       | 内ヶ巻       | 5.1       | 93.2      | | 니가타현 | 오지야시       | 오지야시   |
| 이 야 마 선       | 에치고카와구치   | 越後川口     | 3.5       | 96.7      | 동일본 여객철도 조에쓰선                                                                                                  | 니가타현 | 나가오카시     | 나가오카시 |